# Kína az 1998. évi téli olimpiai játékokon
Kína a japán Naganóban megrendezett 1998. évi téli olimpiai játékok egyik részt vevő nemzete volt. Az országot az olimpián 7 sportágban 57 sportoló képviselte, akik összesen 8 érmet szereztek.

## Érmesek
| Érem  | Versenyző                                          | Sportág                    | Versenyszám        |
| ----- | -------------------------------------------------- | -------------------------- | ------------------ |
| Ezüst | An Yulong                                          | Rövidpályás gyorskorcsolya | Férfi 500 m        |
| Ezüst | Li Jiajun                                          | Rövidpályás gyorskorcsolya | Férfi 1000 m       |
| Ezüst | Yang Yang (S)                                      | Rövidpályás gyorskorcsolya | Női 500 m          |
| Ezüst | Yang Yang (S)                                      | Rövidpályás gyorskorcsolya | Női 1000 m         |
| Ezüst | Yang Yang (A) Yang Yang (S) Wang Chunlu Sun Dandan | Rövidpályás gyorskorcsolya | Női 3000 m váltó   |
| Ezüst | Xu Nannan                                          | Síakrobatika               | Női ugrás          |
| Bronz | Csen Lu (Chen Lu)                                  | Műkorcsolya                | Női egyéni         |
| Bronz | Li Jiajun Feng Kai Yuan Ye An Yulong               | Rövidpályás gyorskorcsolya | Férfi 5000 m váltó |

## Biatlon
Női
| Versenyző                                   | Versenyszám      | Lövőhiba    | Időeredmény | Helyezés |
| ------------------------------------------- | ---------------- | ----------- | ----------- | -------- |
| Sun Ribo                                    | 7,5 km sprint    | 3 (1+2)     | 25:29,0     | 39.      |
| Sun Ribo                                    | 15 km egyéni     | 6 (2+2+0+2) | 58:19,2     | 21.      |
| Yu Shumei                                   | 7,5 km sprint    | 0 (0+0)     | 23:44,0     | 5.       |
| Yu Shumei                                   | 15 km egyéni     | 2 (0+1+1+0) | 56:41,3     | 9.       |
| Yu Shumei Sun Ribo Liu Jinfeng Liu Xianying | 4 × 7,5 km váltó | 1+10        | 1:43:32,6   | 7.       |

## Gyorskorcsolya
Férfi
| Versenyző   | Versenyszám | 1. futam | 1. futam | 2. futam | 2. futam | Eredmény       | Helyezés       |
| Versenyző   | Versenyszám | Idő      | Hely.    | Idő      | Hely.    | Eredmény       | Helyezés       |
| ----------- | ----------- | -------- | -------- | -------- | -------- | -------------- | -------------- |
| Wan Chunbo  | 1500 m      |          |          |          |          | 1:54,64        | 36.            |
| Dai Dengwen | 500 m       | 37,03    | 33.      | 36,95    | 32.*     | 73,98          | 31.            |
| Dai Dengwen | 1000 m      |          |          |          |          | 1:14,20        | 36.            |
| Wu Fenglong | 1000 m      |          |          |          |          | nem ért célba~ | nem ért célba~ |
| Liu Hongbo  | 500 m       | 36,77    | 25.      | 36,95    | 32.*     | 73,72          | 28.            |
| Liu Hongbo  | 1000 m      |          |          |          |          | 1:15,06        | 40.            |
| Feng Qingbo | 1500 m      |          |          |          |          | 1:56,45        | 43.            |
| Li Yu       | 500 m       | 36,79    | 27.      | 36,79    | 26.      | 73,58          | 27.            |
| Li Yu       | 1000 m      |          |          |          |          | 1:14,50        | 38.            |

Női
| Versenyző     | Versenyszám | 1. futam | 1. futam | 2. futam | 2. futam | Eredmény | Helyezés |
| Versenyző     | Versenyszám | Idő      | Hely.    | Idő      | Hely.    | Eredmény | Helyezés |
| ------------- | ----------- | -------- | -------- | -------- | -------- | -------- | -------- |
| Yang Chunyuan | 500 m       | 39,92    | 19.      | 40,24    | 24.      | 80,16    | 23.      |
| Yang Chunyuan | 1000 m      |          |          |          |          | 1:22,20  | 32.      |
| Jin Hua       | 500 m       | 1:04,07~ | 37.      | 40,32    | 25.      | 104,39   | 36.      |
| Song Li       | 1500 m      |          |          |          |          | 2:05,98  | 28.      |
| Song Li       | 3000 m      |          |          |          |          | 4:28,99  | 26.      |
| Wang Manli    | 500 m       | 40,01    | 22.      | 40,06    | 22.      | 80,07    | 22.      |
| Wang Manli    | 1000 m      |          |          |          |          | 1:22,13  | 31.      |
| Xue Ruihong   | 500 m       | 39,49    | 13.      | 39,53    | 13.      | 79,02    | 14.      |
| Xue Ruihong   | 1000 m      |          |          |          |          | 1:21,84  | 28.*     |
| Li Xuesong    | 1000 m      |          |          |          |          | 1:21,54  | 26.      |
| Li Xuesong    | 1500 m      |          |          |          |          | 2:08,05  | 31.      |

* - egy másik versenyzővel azonos eredményt ért el

~ - a futam során elesett

## Jégkorong

### Női
| 1  | Huo Lina                        | K |
| 20 | Guo Hong                        | K |
| 2  | Gong Ming                       | V |
| 21 | Liu Chunhua                     | V |
| 3  | Liu Hongmei                     | V |
| 4  | Li Xuan                         | V |
| 6  | Lu Yan                          | V |
| 10 | Csen Csing (Chen Jing)          | V |
| 13 | Zhang Jing                      | V |
| 17 | Vang Vej (Wang Wei)             | V |
| 5  | Dang Hong                       | T |
| 7  | Zhang Lan                       | T |
| 8  | Jang Hsziu-csing (Yang Xiuqing) | T |
| 9  | Sang Hong                       | T |
| 12 | Diao Ying                       | T |
| 14 | Guo Wei                         | T |
| 15 | Xu Lei                          | T |
| 16 | Guo Lili                        | T |
| 18 | Ma Csin-ping                    | T |
| 19 | Ma Xiaojun                      | T |

- Posztok rövidítései: K – Kapus, V – Védő, T – Támadó

#### Eredmények
Csoportkör
| Csapat           | M | Gy | D | V | G+ | G– | Gk  | P  |
| ---------------- | - | -- | - | - | -- | -- | --- | -- |
| Egyesült Államok | 5 | 5  | 0 | 0 | 33 | 7  | +26 | 10 |
| Kanada           | 5 | 4  | 0 | 1 | 28 | 12 | +16 | 8  |
| Finnország       | 5 | 3  | 0 | 2 | 27 | 10 | +17 | 6  |
| Kína             | 5 | 2  | 0 | 3 | 10 | 15 | –5  | 4  |
| Svédország       | 5 | 1  | 0 | 4 | 10 | 21 | –11 | 2  |
| Japán            | 5 | 0  | 0 | 5 | 2  | 45 | –43 | 0  |

| 1998. február 8. | Kína (CHN) | 0 – 5 (0–2, 0–1, 0–2) | Egyesült Államok | Nagano |

|  |  |  |  |  |
|  |  |  |  |  |
|  |  |  |  |  |
|  |  |  |  |  |

| 1998. február 9. | Kanada (CAN) | 2 – 0 (0–0, 2–0, 0–0) | Kína | Nagano |

|  |  |  |  |  |
|  |  |  |  |  |
|  |  |  |  |  |
|  |  |  |  |  |

| 1998. február 11. | Japán (JPN) | 1 – 6 (0–0, 0–3, 1–3) | Kína | Nagano |

|  |  |  |  |  |
|  |  |  |  |  |
|  |  |  |  |  |
|  |  |  |  |  |

| 1998. február 12. | Kína (CHN) | 3 – 1 (0–0, 0–1, 3–0) | Svédország | Nagano |

|  |  |  |  |  |
|  |  |  |  |  |
|  |  |  |  |  |
|  |  |  |  |  |

| 1998. február 14. | Finnország (FIN) | 6 – 1 (2–0, 2–1, 2–0) | Kína | Nagano |

|  |  |  |  |  |
|  |  |  |  |  |
|  |  |  |  |  |
|  |  |  |  |  |

Bronzmérkőzés
| 1998. február 17. | Finnország (FIN) | 4 – 1 (0–1, 3–0, 1–0) | Kína | Nagano |

|  |  |  |  |  |
|  |  |  |  |  |
|  |  |  |  |  |
|  |  |  |  |  |

| Csapat | Helyezés |
| ------ | -------- |
| Kína   | 4.       |

## Műkorcsolya
| Versenyző                                       | Versenyszám  | Rövid program     | Rövid program | Rövid program | Kűr               | Kűr   | Kűr         | Összesítés         | Összesítés |
| Versenyző                                       | Versenyszám  | Több. hely. száma | Hely.         | Hely. pont.   | Több. hely. száma | Hely. | Hely. pont. | Helyezési pontszám | Helyezés   |
| ----------------------------------------------- | ------------ | ----------------- | ------------- | ------------- | ----------------- | ----- | ----------- | ------------------ | ---------- |
| Zhengxin Guo                                    | Férfi egyéni | 6×11+             | 10.           | 5,0           | 6×10+             | 9.    | 9,0         | 14,0               | 8.         |
| Csen Lu (Chen Lu)                               | Női egyéni   | 6×4+              | 4.            | 2,0           | 8×4+              | 3.    | 3,0         | 5,0                |            |
| Sen Hszüe (Shen Xue) Csao Hung-po (Zhao Hongbo) | Páros        | 8×8+              | 8.            | 4,0           | 8×6+              | 5.    | 5,0         | 9,0                | 5.         |

## Rövidpályás gyorskorcsolya
Férfi
| Versenyző                            | Versenyszám  | Előfutam | Előfutam | Negyeddöntő | Negyeddöntő | Elődöntő | Elődöntő | B döntő | B döntő | Döntő    | Döntő   | Helyezés |
| Versenyző                            | Versenyszám  | Idő      | Hely.    | Idő         | Hely.       | Idő      | Hely.    | Idő     | Hely.   | Idő      | Hely.   | Helyezés |
| ------------------------------------ | ------------ | -------- | -------- | ----------- | ----------- | -------- | -------- | ------- | ------- | -------- | ------- | -------- |
| Li Jiajun                            | 500 m        | 43,831   | 1.       | 42,861      | 1.          | kizárták | kizárták | kiesett | kiesett | kiesett  | kiesett | 9.       |
| Li Jiajun                            | 1000 m       | 1:34,023 | 2.       | 1:34,510    | 1.          | 1:32,183 | 2.       |         |         | 1:32,428 | 2.      |          |
| Feng Kai                             | 500 m        | 44,817   | 2.       | 44,384      | 3.          | kiesett  | kiesett  | kiesett | kiesett | kiesett  | kiesett | 14.      |
| Feng Kai                             | 1000 m       | 1:31,724 | 3.       | kiesett     | kiesett     | kiesett  | kiesett  | kiesett | kiesett | kiesett  | kiesett | 18.      |
| An Yulong                            | 500 m        | 43,748   | 1.       | 43,384      | 1.          | 43,796   | 2.       |         |         | 43,022   | 2.      |          |
| An Yulong                            | 1000 m       | 1:32,731 | 2.       | 1:29,784    | 3.          | kiesett  | kiesett  | kiesett | kiesett | kiesett  | kiesett | 14.      |
| Li Jiajun Feng Kai Yuan Ye An Yulong | 5000 m váltó |          |          |             |             | 7:05,797 | 2.       |         |         | 7:11,559 | 3.      |          |

Női
| Versenyző                                          | Versenyszám  | Előfutam | Előfutam | Negyeddöntő | Negyeddöntő | Elődöntő | Elődöntő | B döntő | B döntő | Döntő         | Döntő         | Helyezés |
| Versenyző                                          | Versenyszám  | Idő      | Hely.    | Idő         | Hely.       | Idő      | Hely.    | Idő     | Hely.   | Idő           | Hely.         | Helyezés |
| -------------------------------------------------- | ------------ | -------- | -------- | ----------- | ----------- | -------- | -------- | ------- | ------- | ------------- | ------------- | -------- |
| Wang Chunlu                                        | 500 m        | 45,655   | 1.       | 46,091      | 1.          | 45,655   | 2.       |         |         | nem ért célba | nem ért célba | 8.       |
| Wang Chunlu                                        | 1000 m       | kizárták | kizárták | kiesett     | kiesett     | kiesett  | kiesett  | kiesett | kiesett | kiesett       | kiesett       | kiesett  |
| Yang Yang (A)                                      | 500 m        | 46,815   | 1.       | kizárták    | kizárták    | kiesett  | kiesett  | kiesett | kiesett | kiesett       | kiesett       | 15.      |
| Yang Yang (A)                                      | 1000 m       | 1:37,062 | 1.       | 1:31,991    | 1.          | 1:34,688 | 1.       |         |         | kizárták      | kizárták      | 8.       |
| Yang Yang (S)                                      | 500 m        | 46,136   | 1.       | 46,578      | 2.          | 45,101   | 2.       |         |         | 46,627        | 2.            |          |
| Yang Yang (S)                                      | 1000 m       | 1:35,244 | 1.       | 1:37,252    | 2.          | 1:35,721 | 2.       |         |         | 1:43,343      | 2.            |          |
| Yang Yang (A) Yang Yang (S) Wang Chunlu Sun Dandan | 3000 m váltó |          |          |             |             | 4:22,342 | 2.       |         |         | 4:16,383      | 2.            |          |

## Síakrobatika
Ugrás
| Versenyző  | Versenyszám | Selejtező | Selejtező | Döntő   | Döntő    |
| Versenyző  | Versenyszám | Pont      | Helyezés  | Pont    | Helyezés |
| ---------- | ----------- | --------- | --------- | ------- | -------- |
| Ou Xiaotao | Férfi       | 183,84    | 17.       | kiesett | kiesett  |
| Guo Dandan | Női         | 163,95    | 8.        | 159,74  | 7.       |
| Yin Hong   | Női         | 90,73     | 24.       | kiesett | kiesett  |
| Xu Nannan  | Női         | 182,01    | 1.        | 186,97  |          |
| Ji Xiaoou  | Női         | 167,42    | 6.        | kiesett | kiesett  |

## Sífutás
Férfi
| Versenyző  | Versenyszám         | Eredmény      | Helyezés      |
| ---------- | ------------------- | ------------- | ------------- |
| Qu Donghai | 10 km               | nem ért célba | nem ért célba |
| Qu Donghai | 50 km               | 2:16:42,3     | 29.           |
| Wu Jintao  | 10 km               | 32:57,7       | 81.           |
| Wu Jintao  | 15 km üldözőverseny | 52:28,1       | 68.           |
| Wu Jintao  | 30 km               | nem ért célba | nem ért célba |

Női
| Versenyző      | Versenyszám         | Eredmény | Helyezés |
| -------------- | ------------------- | -------- | -------- |
| Guo Dongling   | 5 km                | 20:58,0  | 72.      |
| Guo Dongling   | 10 km üldözőverseny | 36:58,2  | 65.      |
| Guo Dongling   | 15 km               | 54:50,6  | 55.      |
| Luan Zhengrong | 5 km                | 20:30,0  | 68.      |
| Luan Zhengrong | 10 km üldözőverseny | 35:47,3  | 62.      |
| Luan Zhengrong | 15 km               | 53:48,4  | 51.      |